# 憲法週間
憲法週間（けんぽうしゅうかん）とは、日本において、憲法の精神や司法の機能に対する理解を啓発をするための週間。
1950年（昭和25年）の日本国憲法施行3周年式典に合わせ、憲法の意義について再確認することを国民に喚起する目的で最高裁判所が中心となって「憲法記念週間」として始められた。1953年からは法務省、検察庁、弁護士会の協力で実施され、昭和31年から現在の「憲法週間」に改称している。毎年憲法記念日である5月3日を中心とした一週間、5月1日～5月7日がこれに宛てられる。
この期間には官民問わず、各種団体が憲法に関する講演会等を開催している。